# Temeraire (Schiff, 1799)
Die HMS Temeraire war ein 98-Kanonen-Linienschiff (Dreidecker) 2. Ranges der Neptune-Klasse der britischen Royal Navy, das sich in der Schlacht von Trafalgar besonders auszeichnete.

## Geschichte
Die HMS Temeraire benannt nach dem gekaperten Französischen Schiff wurde im Juli 1793 in Chatham von Thomas Pollard und Edward Sison auf Kiel gelegt, am 11. September vom Stapel gelassen und am 21. März 1799 für den Einsatz in der Kanalflotte in Dienst gestellt. Im Juli wurde sie dem Blockadegeschwader von Brest zugeteilt und im November wurde sie das Flaggschiff von Konteradmiral John Warren.

### Meuterei
Nachdem im Oktober 1801 der Krieg mit Frankreich geendet hatte, kam es Anfang Dezember 1801 an Bord der Temeraire zu einer Meuterei. Die Mannschaft hatte beinahe acht Jahre ununterbrochen auf See verbracht und wollte zu ihren Familien nach Hause. Als jedoch Gerüchte aufkamen, dass sie stattdessen einen Konvoi von Banty Bay in die Karibik eskortieren sollten, kam es zur Meuterei.
Nachdem die Temeraire am Morgen des 3. Dezember auslaufen sollte, versammelte sich eine kleine Gruppe von Matrosen auf dem Vorschiff und weigerte sich dem Befehl nachzukommen. Stattdessen forderten sie von Kapitän Thomas Eyles die Zusicherung, dass die Temeraire nicht zu den Westindischen Inseln fahren, sondern nach England zurückkehren würde. Schließlich kam Konteradmiral George Campbell hinzu und befahl ihnen, sich zu zerstreuen. Die Männer gingen unter Deck und die beginnende Meuterei schien beendet zu sein. Die Anführer, etwa ein Dutzend, ließen jedoch nicht locker und versuchten, den Rest der Besatzung von ihrer Sache zu überzeugen. Nachdem sie schließlich festgestellt hatten, dass die Mehrheit der Besatzung eine Meuterei zwar nicht unterstützen, sich ihr aber zumindest nicht widersetzen würde, beschlossen sie, ihre Pläne weiterzuverfolgen. Schließlich verbarrikadierte sich die Mannschaft unter Deck und verlangte erneut, nach England zu segeln.
Beunruhigt über das Verhalten der Besatzung der Temeraire traf Campbell am nächsten Tag mit Vizeadmiral Andrew Mitchell zusammen und informierte ihn über die Forderungen der Meuterer. Während Mitchell die Admiralität über den Vorfall unterrichtete, kehrte Campbell zur Temeraire zurück und forderte die Männer auf, ihren Dienst wieder aufzunehmen. In der Zwischenzeit kam es zu wiederholten Auseinandersetzungen zwischen den Offizieren und betrunkenen Seeleuten. Schließlich wurde es Campbell zu viel und er gab den an Bord befindlichen Marineinfanteristen den Befehl, die von ihm als Rädelsführer identifizierten Personen zu verhaften. Anschließend befahl Campbell der restlichen Besatzung, jegliche meuternden Handlungen einzustellen. Am 11. Dezember war die Meuterei beendet.
Nachdem die Nachricht von der Meuterei London erreicht hatte, erhielt die Temeraire den Befehl sofort nach England zurückzukehren. Nach der Ankunft des Schiffes wurden die 20 inhaftierten Rädelsführer in Portsmouth an Bord der HMS Gladiator vor ein Kriegsgericht gestellt. Zwischen dem 6. und 14. Januar wurden 18 der Angeklagten zum Tode und zwei zu jeweils 100 Peitschenhieben verurteilt.
Nach dem Vollstrecken der Urteile segelte die Temeraire von Portsmouth zur Isle of Wight und begann mit den Vorbereitungen für ihre Fahrt zu den Westindischen Inseln. Nachdem sie in See gestochen war, erreichte sie am 24. Februar Barbados. Mit dem offiziellen Ende des Krieges kehrte sie am 28. September in die Heimat zurück und wurde am 5. Oktober in Plymouth ausgemustert.

### Wiederindienststellung
Mit der erneuten Aufnahme der Kriegshandlungen zwischen Frankreich und Großbritannien am 16. Mai 1803 wurde die HMS Temeraire vom 22. Mai bis Februar 1804 überholt und nach Abschluss der Arbeiten erneut für den Einsatz in der Kanalflotte in Dienst gestellt. Am 11. März 1804 nahm die Temeraire ihren früheren Dienst als Blockadeschiff gegen Frankreich vor Brest wieder auf und patrouillierte zwischen Ouessant und Kap Finisterre.

#### Trafalgar
Die Temeraire nahm am 21. Oktober 1805 in einem Verband von 23 Schiffen unter dem Kommando von Vizeadmiral Horatio Nelson an der Schlacht von Trafalgar gegen die französisch-spanische Flotte unter Pierre de Villeneuve teil. Als zweites Schiff in der Luv-Kolonne, dicht hinter der Victory, durchbrach die Temeraire gegen 12:30 Uhr die französische Linie. Dabei tauschte sie Breitseiten mit der französischen Neptune und der San Justo aus, bevor sie sich längsseits querab an Steuerbord der Redoutable legte. Um 13:45 Uhr kollidierte die englische Temeraire mit der bereits schwer beschädigten Fougueux, feuerte eine Breitseite auf sie und räumte anschließend mit ihren Karronaden die Decks für die Enterkommandos frei. Durch den Kampf mit zwei französischen Schiffen hatte die Temeraire erhebliche Verluste erlitten und war schwer beschädigt. Es gab 47 Tote und 76 Verwundete an Bord, alle Segel und Rahen waren zerstört ebenso das Ruder und der Steuerbord-Kattdavit. Und der Rumpf war an Steuerbord auf einer Länge von 2,4 m eingedrückt. Die HMS Temeraire wurde anschließend von der HMS Sirus in Schlepp genommen und nahm an keinen weiteren Kampfhandlungen mehr teil.
Nach der Schlacht wurde die Temeraire in Portsmouth umfangreichen Reparaturen unterzogen, die schließlich sechzehn Monate dauerten und 25.352 Pfund kosteten. Am 1. April 1807 wurde sie wieder in Dienst gestellt und wurde im September der Mittelmeerflotte unterstellt, wo sie die französische Flotte in Toulon blockierte. Der Dienst verlief weitgehend ereignislos und die Temeraire kehrte im April 1808 zur Überholung nach Großbritannien zurück. Während ihres Aufenthalts in Großbritannien änderte sich die strategische Lage in Europa, als Spanien sich gegen die französische Vorherrschaft auflehnte und sich den Alliierten anschloss. Die Temeraire lief im Juni Richtung Spanien aus, um die antifranzösischen Kräfte im Spanischen Unabhängigkeitskrieg zu unterstützen.  Anfang des Jahres 1809 wurde die Temeraire der Ostsee-Flotte unter dem Kommando von James Saumarez unterstellt, wo sie ab dem 1. Mai den Hafen von Karlskrona blockierte und die russische Flotte in Reval observierte. Im November 1810 kehrte sie in die Heimat zurück und wurde nach ihrer Ankunft zur Überholung in Plymouth ausgemustert. Nach Abschluss der Arbeiten wurde die Temeraire wieder in den aktiven Dienst gestellt und anschließend nach Cádiz abkommandiert, um die dortige spanische Regierung bei der Verteidigung der Stadt zu unterstützen. Im März 1811 wurde die Temeraire erneut der Mittelmeerflotte unterstellt, wo sie ihre Blockadetätigkeit vor Toulon wieder aufnahm.
Als die Temeraire den Befehl erhielt, nach Menorca zu segeln und am 13. August 1811 aus der Bucht von Hyéres auslief, geriet das Schiff zu nahe an eine Küstenbatterie am Kap des Medes. Als die Franzosen das Schiff entdeckten, eröffneten sie das Feuer, und einer der Schüsse verwundete sechs Seeleute. Die Temeraire erwiderte sofort das Feuer, während das Schiff außer Reichweite geschleppt wurde. Die Temeraire segelte anschließend nach Port Mahon, um ihren Schaden zu beheben. Doch während der Reparatur, brach an Bord Gelbfieber aus, so dass fast die Hälfte der Offiziere und der Besatzung der Temeraire zur Behandlung ins Marinelazarett geschickt wurde. Schließlich war das Schiff gezwungen aufgrund des Gesundheitszustands der Besatzung nach Hause zurückzukehren. Nach ihrer Ankunft in England wurde die Temeraire am 9. Februar 1812 einer Begutachtung unterzogen, bei der ihr schlechter Allgemeinzustand festgestellt und sie daher am 20. März ausgemustert wurde.
Die Fortschritte im Schiffsbau hatten zu leistungsfähigeren und robusteren Kriegsschiffen geführt, so dass die Temeraire trotz ihres vergleichsweise geringen Alters für den Kriegseinsatz als nicht mehr geeignet angesehen wurde. Während ihrer Liegezeit wurde beschlossen, sie in ein Gefängnisschiff umzuwandeln, um die Überbelegung zu verringern, die durch den großen Zustrom französischer Gefangener verursacht wurde. Die Umbauarbeiten dazu begannen am 22. November 1813 und waren im Dezember abgeschlossen. Anschließend wurde sie in den Tamar geschleppt, wo sie bis September 1819 verblieb. Vom 6. bis zum 21. September wurde die Temeraire zu einem Wohnschiff umgerüstet und am 21. Juni nach Sheerness geschleppt. Dort wurde sie zunächst als Quartier für neue Rekruten und ab 1829 als Depotschiff eingesetzt.

### Ende
Im Juni 1838 erhielt John Hill Kapitän der HMS Ocean den Befehl, die Temeraire für den Verkauf vorzubereiten.
Im Logbuch der Ocean findet sich ein detaillierter Bericht. Am 4. Juli: Beginn der Demontage des Schiffes. Die Marsstengen und Rahen werden an Deck gebracht, der Fock und der Besan werden abgetakelt und die unteren Masten werden mit Hilfe der Scherbeine in Sheerness entfernt. Am 5. Juli: Rückgabe der Ausrüstung und Vorbereitung des Schiffes für den Verkauf. Am 6. Juli: Entfernen der Buganker und am 13. Juli Abbau der Schiffsgeschütze. Nachdem alle Kanonen, Masten, Takelage und Laderäume gelöscht worden waren, wurde das Schiff am 16. August 1838 für 5.530 Pfund an John Beatson zum Abwracken verkauft. Die Temeraire wurde schließlich am 5. September um 7:30 Uhr aus Sheerness geschleppt und erreichte Rotherhithe um 14:00 Uhr. Aufgrund einer Vereinbarung mit der Admiralität wurden 1839 alle kupfernen Ummantelungsplatten, Nägel, Nieten sowie Ruderzapfen, Ösen und andere Befestigungselemente an diese zurückverkauft.

## Rezeption
Inspiriert durch das Schicksal des Schiffes schuf der Maler William Turner 1838 das Öl-Gemälde The Fighting Temeraire tugged to her last Berth to be broken up, das heute in der National Gallery in London ausgestellt ist.